# Ganciclovir
Ganciclovir là một loại thuốc chống vi-rút được sử dụng để điều trị nhiễm trùng cytomegalovirus (CMV). Một dạng prodrug với sinh khả dụng đường uống được cải thiện (valganciclovir) cũng đã được phát triển.
Ganciclovir được cấp bằng sáng chế vào năm 1980 và được chấp thuận cho sử dụng y tế vào năm 1988.

## Sử dụng y tế
Ganciclovir được chỉ định cho:
- Viêm võng mạc do CMV đe dọa thị lực ở những người bị suy giảm miễn dịch nặng
- Viêm phổi do CMV ở bệnh nhân ghép tủy xương
- Phòng ngừa bệnh CMV ở người nhận ghép tủy xương và ghép tạng
- Khẳng định viêm võng mạc do CMV ở những người bị AIDS (cấy ghép nội hấp)

Nó cũng được sử dụng cho viêm đại tràng CMV cấp tính ở HIV/AIDS và viêm phổi do CMV ở bệnh nhân bị ức chế miễn dịch.
Ganciclovir cũng đã được sử dụng với một số thành công trong điều trị nhiễm trùng Herpesvirus 6 ở người.
Ganciclovir cũng đã được tìm thấy là một phương pháp điều trị hiệu quả đối với viêm giác mạc biểu mô do virus herpes simplex.

## Tác dụng phụ
Ganciclovir thường liên quan đến một loạt các tác dụng phụ về huyết học nghiêm trọng. Các phản ứng có hại của thuốc thường gặp (≥1% bệnh nhân) bao gồm: giảm bạch cầu hạt, giảm bạch cầu, thiếu máu, giảm tiểu cầu, sốt, buồn nôn, nôn, khó tiêu, tiêu chảy, đau bụng, đầy hơi, chán ăn, tăng men, đau đầu, ảo giác đau và viêm tĩnh mạch tại chỗ tiêm (do pH cao), đổ mồ hôi, phát ban, ngứa, tăng creatinine huyết thanh và nồng độ urê máu.

### Độc tính
Ganciclovir được coi là một chất gây ung thư tiềm năng ở người, teratogen và gây đột biến. Nó cũng được coi là có khả năng gây ức chế sinh tinh. Do đó, nó được sử dụng một cách thận trọng và được xử lý như một loại thuốc gây độc tế bào trong môi trường lâm sàng.

## Cơ chế hoạt động
Ganciclovir là một chất tương tự tổng hợp của 2′-deoxy- guanosine. Đầu tiên nó được phosphoryl hóa thành ganciclovir monophosphate bởi một kinase virus được mã hóa bởi gen cytomegalovirus (CMV) UL97 trong quá trình lây nhiễm. Sau đó, kinase tế bào xúc tác cho sự hình thành của ganciclovir diphosphate và ganciclovir triphosphate, hiện diện ở nồng độ cao gấp 10 lần trong các tế bào bị nhiễm virus CMV hoặc herpes simplex (HSV) so với các tế bào chưa bị nhiễm.
Ganciclovir triphosphate là một chất ức chế cạnh tranh của sự kết hợp deoxyguanosine triphosphate (dGTP) vào DNA và tốt nhất là ức chế DNA polymerase của virus hơn so với polymerase DNA của tế bào. Ngoài ra, ganciclovir triphosphate đóng vai trò là chất nền kém cho sự kéo dài chuỗi, do đó phá vỡ sự tổng hợp DNA của virus bằng con đường thứ hai.

## Dược động học
Hấp thu ở dạng uống rất hạn chế, nhịn ăn khoảng 5%, khoảng 8% với thức ăn. Nó đạt được một nồng độ trong hệ thống thần kinh trung ương khoảng 50% mức độ huyết tương. Khoảng 90% ganciclovir trong huyết tương được loại bỏ không thay đổi trong nước tiểu, với thời gian bán hủy 2 giờ 6 giờ, tùy thuộc vào chức năng thận (việc loại bỏ mất hơn 24 giờ trong bệnh thận giai đoạn cuối).

### Đường dùng
Nhiễm trùng cấp tính được điều trị theo hai giai đoạn:
- giai đoạn cảm ứng, 5   mg mỗi kg tiêm tĩnh mạch cứ sau 12 giờ trong 14-21 ngày, liều tiêm tĩnh mạch được truyền dưới dạng 1 giờ
- giai đoạn bảo trì, 5   mg mỗi kg tiêm tĩnh mạch mỗi ngày

Bệnh ổn định được điều trị bằng 1000   mg uống ba lần mỗi ngày. Liều tương tự được sử dụng để ngăn ngừa bệnh ở những bệnh nhân có nguy cơ cao, chẳng hạn như những người bị nhiễm vi rút suy giảm miễn dịch ở người (HIV) hoặc những người ghép tạng.
Ganciclovir cũng có sẵn trong các công thức giải phóng chậm để đưa vào sự dịch pha lê của mắt, như điều trị viêm võng mạc CMV (liên quan đến nhiễm HIV).
Một chế phẩm gel nhãn khoa của ganciclovir gần đây đã được phê duyệt để điều trị viêm giác mạc do herpes đơn giản cấp tính.